# Реми, Жак
Жак Реми (фр. Jacques Rémy, 5 февраля 1936, Иксель, Бельгия) — бельгийский хоккеист (хоккей на траве), полузащитник.

## Биография
Жак Реми родился 5 февраля 1936 года в бельгийском городе Иксель.
В 1960 году вошёл в состав сборной Бельгии по хоккею на траве на Олимпийских играх в Риме, занявшей 11-е место. Играл на позиции полузащитника, провёл 5 матчей, забил 2 мяча (по одному в ворота сборных Швейцарии и Испании).
В 1964 году вошёл в состав сборной Бельгии по хоккею на траве на Олимпийских играх в Токио, поделившей 11-12-е места. Играл на позиции полузащитника, провёл 6 матчей, мячей не забивал.